# Marta Jandová
Marta Jandová, née le 13 avril 1974 à Prague en Tchéquie, est une chanteuse et actrice tchèque.
Le 1er février 2015, elle est choisie en interne par la chaîne nationale tchèque, en duo avec le chanteur Václav Noid Bárta, pour représenter la Tchéquie au Concours Eurovision de la chanson 2015 à Vienne, en Autriche avec la chanson Hope Never Dies (L'espoir ne meurt jamais). Ils participent à la seconde demi-finale, le 21 mai 2015, où ils terminent 13e et ne sont pas qualifiés pour la finale.

## Biographie
Elle a collaboré avec les groupes Die Happy, Apocalyptica, Oomph!, Václav Noid Bárta. Elle a participé plusieurs fois aux sélections allemandes de Stefan Raab pour l'Eurovision, notamment avec le groupe finlandais Apocalyptica.